# طيور ذات رؤوس سميكة
الطيور ذات الرؤوس السميكة (الاسم العلمي: Pachycephalidae)، فصيلة طيور من رتبة الجواثم. تضم الصافرات والسمنيات الصردية، وثلاث أنواع من البيتوي. أعطانها في جنوب شرق آسيا و بابوا وأستراليا.